# ヴィルヘルム・ドゥブラヴチッチ
ヴィルヘルム・ドゥブラヴチッチ（Wilhelm Dubravčić, 1868年12月23日 - 1925年7月18日）は、オーストリア＝ハンガリー帝国出身のヴァイオリニスト、指揮者、作曲家、音楽教師。1901年以降は日本で活動した。

## 経歴
フィウメ（現在のクロアチア領リエカ）に生まれる。1887年にウィーン楽友協会音楽院を卒業し、1890年から1892年までワルシャワ帝室劇場でヴァイオリニストを務めた。在オーストリア＝ハンガリー帝国全権公使牧野伸顕の推薦により、エドワード・ハワード・ハウスの後任として、1901年5月に来日してから1925年に亡くなるまで宮内省式部職雇音楽教師となり、式部職雅楽部（1907年に楽部と改称）の管弦楽団の指導と指揮を担当した。ヴァイオリンの教え子に山井基清、波多野鑅次郎、多忠亮、高辻威長がいる。来日後もヴァイオリニストとして室内楽などの演奏会に出演し、ピアニストのヴィンセント、前田久八、ラファエル・フォン・ケーベル、マッキー、カテリーナ・トドロヴィチ、パウロスキー、歌手のロンゲーカーとアドルフォ・サルコリ（テノール）、ヴァイオリニストの多忠基とジョルジュ・ヴィニェッティ、チェリストのサリンガーらと共演している。腸癌のために入院先の東京帝国大学医学部附属医院にて死去。ドゥブラヴチッチの死後、後任として1927年にガエタノ・コメリが式部職楽部指揮者となった。

## 作品
- 戦勝行進曲
1904年11月12日、自身が指揮した明治音楽会第37回演奏会（東京キリスト教青年会会館）で発表[20]。1905年2月11日、明治音楽会祝賀音楽会（青年会会館）で再演した[21]。